# اليزا كوبيه
اليزا كيت كوبيه (بالإنجليزية: Eliza Kate Coupe) مواليد (6 أبريل، 1981) مُمثلة كوميدية أمريكية. اشتهرت بأدائها شخصية جين كيركوفتش-ويليامز في المُسلسل الكوميدي النهايات السعيدة على قناة "ABC"، وشخصية دينيس «جو» ماهوني في الموسمين الآخيرين من مُسلسل سكربس.

## نشأتها وحياتها الشخصية
ولدت وتربت كوبيه في بليموث، نيوهامبشير، من اصول فرنسية، والدها إيرنيست ووالدتها كاثرين، ولها أخوين سام وتوم. إرتادت مدرسة بليموث الإقليمية الثانوية وتخرجت في عام 1999.
تزوجت كوبيه بمدرس التمثيل راندل ويتنغهيل في ديسمبر، 2007 وتطلقا في يونيو، 2013. في 27 نوفمبر، 2014، أعلنت كوبيه عن خطبتها بدارين أولين على حسابها على الإنستغرام، وتزوجا في ليلة عيد الميلاد، 24 ديسمبر، 2014، في نيوزيلندا.

## أبرز أعمالها

### أعمال سينمائية
- 2010: مكان ما
- 2013: المذيع 2: الأسطورة تستمر

### أعمال تلفزيونية
- 2008: سامانثا من؟
- 2010-2009: سكرابز
- 2011: كوميونتي
- 2013-2011: النهايات السعيدة
- 2015: مشروع ميندي

## وصلات خارجية
- اليزا كوبيه على موقع IMDb (الإنجليزية)
- اليزا كوبيه على موقع ميتاكريتيك (الإنجليزية)
- اليزا كوبيه على موقع روتن توميتوز (الإنجليزية)
- اليزا كوبيه على موقع ألو سيني (الفرنسية)
- اليزا كوبيه على موقع أول موفي (الإنجليزية)
- اليزا كوبيه على موقع قاعدة بيانات الأفلام السويدية (السويدية)
- اليزا كوبيه على موقع إن إن دي بي (الإنجليزية)
- اليزا كوبيه على موقع قاعدة بيانات الفيلم (الإنجليزية)
- اليزا كوبيه على موقع كينوبويسك (الروسية)